# Рузвельт-стріт
Рузвельт-стріт (англ. Roosevelt Street) — вулиця яка розташована в районі Ту-Бріджес в районі Нижнього Мангеттена, яка існувала з британського колоніального періоду до початку 1950-х років, пролягаючи від Перл-стріт на Парк-Роу (Чатем-стріт) на південний схід до Саут-стріт. Пролягала паралельно Джеймс-стріт, один квартал на захід. Західний кінець Рузвельт-стріт пізніше став доріжкою від Парк-Роу до головного входу в апартаменти Чатем-Грін на Парк-Роу, 165.

## Історія
Рузвельт-стріт була названа на честь Рузвельта, який володів майном у цьому районі з часів голландського поселення Нового Амстердама. Вона була названа не на честь президента Сполучених Штатів з таким же прізвищем, Тедді Рузвельта або Франкліна Рузвельта. Вулиця має історичне значення як місце, де стався бунт призовників у Нью-Йорку – насильницького протесту проти призову на військову службу в США – зібрався перед тим, як відправитися до призовних відділень.